# Port Isabel (Teksas)
Port Isabel je grad u američkoj saveznoj državi Teksas. Prema popisu stanovništva iz 2010. u njemu je živjelo 5.006 stanovnika.